# Kalen Damessi
 (janvier 2023).
Si vous disposez d'ouvrages ou d'articles de référence ou si vous connaissez des sites web de qualité traitant du thème abordé ici, merci de compléter l'article en donnant les références utiles à sa vérifiabilité et en les liant à la section « Notes et références ».
Kalen Damessi, né le 28 mars 1990 à Abidjan en Côte d'Ivoire, est un footballeur international togolais qui joue comme attaquant pour le Stade Poitevin, club de National 3.

## Biographie
Né à Toulouse, Damessi joue en faveur de Toulouse B, Jura Sud, Lille B, Quevilly-Rouen, Concarneau, Concarneau B, Sedan et le Stade Poitevin.
Il fait ses débuts internationaux en faveur de l'équipe du Togo en 2012.